# Rachel Gilmour
Rachel Gilmour est une femme politique libérale-démocrate britannique qui est députée de Tiverton et Minehead depuis 2024.

## Jeunesse
Gilmour grandit à la frontière Somerset-Devon et obtient une bourse pour fréquenter le Cheltenham Ladies' College après avoir fréquenté les écoles locales, notamment l'école primaire St John's à Wellington. C'est alors qu'elle est au Collège qu'elle adhère au Parti libéral à l'âge de 17 ans. Elle est la fille de l'ancien joueur de rugby international anglais David Wrench. Elle étudie le droit à l'Université SOAS de Londres et la littérature anglaise au King's College de Londres.

## Carrière
Après un passage comme professeur d'anglais au Somerset College of Arts &amp; Technology à Taunton, Gilmour commence sa carrière dans les communications d'entreprise et les affaires publiques. Après avoir travaillé pour des ONG nationales et internationales, elle est nommée directrice des communications à la NFU, devenant ainsi la première femme à rejoindre leur conseil d'administration en 100 ans. Elle est ensuite responsable de la stratégie à l'Agence pour l'environnement.
Plus récemment, elle occupe le poste de directrice des communications pour Pangea 21, un groupe de start-ups dans le domaine des technologies de la santé.
Lors des élections générales de 2015 au Royaume-Uni, elle se présente à Taunton Deane pour succéder à Jeremy Browne. Elle s'est présentée sans succès aux deux élections générales précédentes. Elle est élue députée de Tiverton et Minehead en 2024.
Elle est auparavant membre du conseil d'arrondissement de Taunton Deane et représente ensuite le quartier Clare & Shuttern du conseil de district du Mid Devon.

## Vie privée
Elle vit à Bampton avec son mari, Patrick, avocat d'affaires. Ils ont trois fils et une fille.